# Мъркюри 10
Мъркюри 10 (на английски: Mercury 10) е последния пилотиран космически кораб от първо поколение на САЩ. Стартът му е планиран за октомври 1963 г. Полетът е отменен на 13 юни 1963 г.

## Екипаж
| Пост  | Астронавт                         |
| Пилот | Алън Шепърд един космически полет |

## План на полета
Мъркюри 10 е планиран като най-продължителния полет в програмата. Корабът наречен Фрийдъм 7 ІІ (на английски: Freedom 7 ІІ) е трябвало да извърши 48 обиколки на Земята за малко повече от три денонощия. Същевременно това е бил и първият предвиден полет на модифицирания носител Атлас LV – 3B. В съответствие с приетата програма за ротация на екипажите, за пилот на Мъркюри 10 е определен Алън Шепърд – ветеран от първия суборбитален полет на Мъркюри 3 през 1961 г.

## Анулиране на полета
На 13 юни 1963 г., Мъркюри 10 е отменен. Причините за това решение на НАСА са две. На първо място, агенцията преценява, че този полет с нищо няма до обогати американската космическа програма, при положение, че полета на последния Мъркюри 9 е вече над денонощие, а полетите на руските кораби са още по-продължителни. Така многодневния пилотиран полет остава да се осъществи по време на програмата Джемини – пилотирани космически кораби, второ поколение. Това решение показва гъвкавостта на НАСА, а представлява и икономия на средства, вложени в следващите програми. На второ място, ресурсите на НАСА са вече пренасочени изцяло към програмата Джемини и започващата програма Аполо и по думите на един от директорите на агенцията „по това време само двама инженери са все още останали в програмата Мъркюри“. Така че желанието на НАСА да не се раздвоява, а да насочи всичките си усилия в новите програми е логично и разбираемо. И действително в програмата Джемини е предвиден многодневен пилотиран полет – Джемини 7, осъществен през декември 1965 г., но с много по-високи параметри на мисията от отменения Мъркюри 10. На практика програмата Мъркюри приключва с полета на Мъркюри 9. Неизползваната капсула на Мъркюри 10 се съхранява в Ames Research Center, Лос Анджелис, Калифорния.